# Gia Luật Sa
Gia Luật Sa (耶律沙, ?-988), tự An Ẩn (安隱), là một quân nhân, chính trị gia của triều Liêu.

## Thân thế
Gia Luật Sa là hậu duệ của Diêu Liễn thị, đến những năm Ứng Lịch (951-969) thời Liêu Mục Tông thì được bổ nhiệm làm Nam phủ Tể tướng. Sau khi Liêu Cảnh Tông lên ngôi năm 969, Gia Luật Sa tổng lĩnh công việc biên giới phía nam của Liêu.

## Giúp Bắc Hán
Ngày 20 tháng 10 năm 976, Bắc Hán do bị Tống tiến công nên phải sai sứ sang Liêu cầu viện, Liêu Cảnh Tông mệnh Gia Luật Sa cùng Ký vương Gia Luật Địch Liệt đến cứu giúp. Ngày 24 tháng 3 năm 977, Gia Luật Sa và Gia Luật Địch Liệt dâng cho Cảnh Tông những người Tống bị bắt khi cứu giúp Bắc Hán. Do có công cứu Bắc Hán chống Tống, Gia Luật Sa được giữ chức Thái bảo.
Ngày 20 tháng 11 năm 977, Gia Luật Sa đưa các hàng tù trưởng người Đảng Hạng là Khả Xú, Mãi Hữu đến yết kiến Liêu Cảnh Tông, Cảnh Tông ban chiếu phủ dụ.
Ngày 18 tháng 3 năm 979, do lại bị Tống xâm chiếm, Bắc Hán cầu viện Liêu, Liêu Cảnh Tông hạ chiếu bổ nhiệm Gia Luật Sa làm đô thống, Gia Luật Địch Liệt làm giám quân, đem quân đi giúp Bắc Hán. Ngày 17 tháng 4, Gia Luật Sa cùng các tướng khác chỉ huy quân Liêu giao chiến với quân Tống ở Bạch Mã lĩnh. Ban đầu, Gia Luật Sa và chư tướng muốn đợi hậu quân đến rồi mới chiến, song nhóm Gia Luật Địch Liệt và Gia Luật Mạt Chỉ lại tiến đánh ngay. Gia Luật Địch Liệt làm tiên phong vượt suối, song chưa đến giữa đã bị người Tống đánh, binh sĩ Liêu tan vỡ, sĩ tốt tử vong rất nhiều. Năm tướng là Gia Luật Địch Liệt cùng con là Oa Ca, con của Gia Luật Sa là Đức Lý, Lệnh Ổn Đô Mẫn, Tường Ổn Đường đều chết trận. Đến khi binh của Bắc Viện đại vương Gia Luật Tà Chẩn đến và bắn tên thì quân Tống mới thoái. Gia Luật Sa đem quân tiến nhanh về Thái Nguyên, gặp Phò mã đô úy Lư Tuấn của Bắc Hán thì biết tin Thái Nguyên đã mất về tay Tống, Gia Luật Sa đem binh trở về.

## Chống Tống
Ngay sau khi tiêu diệt Bắc Hán, Tống tiến đánh đất Yên của Liêu. Ngày 1 tháng 8, Gia Luật Sa giao chiến với quân Tống tại sông Cao Lương, cùng Gia Luật Hưu Ca và Gia Luật Tà Chẩn đại thắng Tống, Tống Thái Tông do vậy triệt binh, Liêu Cảnh Tông do vậy giải trừ tội thua trận trước đó của Gia Luật Sa.
Ngày 29 tháng 6, Liêu Cảnh Tông phong Yên vương Hàn Khuông Tự làm Đô thống, Gia Luật Sa làm giám quân, cùng các tướng khác suất binh phạt Tống. Tuy nhiên, quân Tống chiến bại, Liêu Cảnh Tông muốn giết ông song nhờ Hoàng hậu Tiêu Xước cứu giúp nên mới được miễn chết.
Sau khi Liêu Cảnh Tông mất, Liêu Thánh Tông kế vị, Thái hậu Tiêu Xước xưng chế, triệu ông đến ban cho kỷ trượng. Sau đó, ông lại theo quân phạt Tống, đánh bại quân của Lưu Đình Nhượng (929-987), Lý Kính Nguyên, được ban thưởng nhiều. Ông mất năm 988.